# Письмо семидесяти четырёх
«Письмо семидесяти четырёх» — общее альтернативное название двух документов: «Письма писателей России Верховному Совету СССР, Верховному Совету РСФСР, делегатам XXVIII Съезда Коммунистической партии Советского Союза», подписанного 74 литераторами, а также его доработанного после избрания президентом СССР М. С. Горбачёва варианта — «Письма писателей, деятелей культуры и науки России Президенту СССР, Верховному Совету СССР, Верховному Совету РСФСР, делегатам XXVIII Съезда Коммунистической партии Советского Союза».
Последний вариант обращения был объявлен открытым для подписания. Отношение литераторов к «Письму 74» проявилось в конфронтации внутри Союза писателей СССР и его разделении после событий августа 1991 года на «патриотический» Союз писателей России (СПР) и «либеральный» Союз российских писателей (СРП).

## История
Появление «Письма 74» берёт начало в годы, предшествовавшие распаду Советского Союза. Несмотря на оставшееся в Конституции СССР положение о «руководящей и направляющей» роли КПСС, партия к тому времени была значительно ослаблена, а органы цензуры практически прекратили свою работу.
Раздавались призывы[где?] запретить планируемый к проведению 20—25 февраля 1990 года в Ленинграде культурно-просветительный фестиваль «Российские встречи» с участием Валентина Распутина, Василия Белова, Владимира Солоухина, редакций и авторов журналов «Наш современник», «Москва», «Молодая гвардия», а также газет «Литературная Россия» и «Московский литератор». Противники мероприятия публично заявляли, что оно будет «гнать националистическую волну», вызовет акты «хулиганства, насилия, и, не дай бог, кровопролития».
Подобные утверждения вызвали ответную реакцию. В газете «Литературная Россия» 2 марта 1990 года было опубликовано «Письмо писателей России Верховному Совету СССР, Верховному Совету РСФСР, делегатам XXVIII Съезда Коммунистической партии Советского Союза», под которым поставили подписи 74 советских литератора — в том числе такие известные писатели, как Пётр Проскурин, Леонид Леонов, Валентин Распутин, Александр Проханов, Юрий Лощиц, Вадим Кожинов, Юрий Кузнецов и Владимир Крупин.
После избрания президента СССР этот текст с небольшими дополнениями Юрия Бондарева и Марка Любомудрова был опубликован под названием «Письмо писателей, деятелей культуры и науки России президенту СССР, Верховному Совету СССР, Верховному Совету РСФСР, делегатам XXVIII Съезда Коммунистической партии Советского Союза» в апрельском 1990 года номере журнала «Наш современник».

## Содержание
Документ гласил:
«Под знамёнами объявленной «демократизации», строительства «правового государства», под лозунгами борьбы с «фашизмом и расизмом» в нашей стране разнуздались силы общественной дестабилизации, на передний край идеологической перестройки выдвинулись преемники откровенного расизма. Их прибежище — многомиллионные по тиражам центральные периодические издания, теле- и радиоканалы, вещающие на всю страну.

Происходит беспримерная во всей истории человечества массированная травля, шельмование и преследование представителей коренного населения страны <…> Тенденциозные, полные национальной нетерпимости, высокомерия и ненависти публикации «Огонька», «Советской культуры», «Комсомольской правды», «Книжного обозрения», «Московских новостей», «Известий», журналов «Октябрь», «Юность», «Знамя» и др. вынуждают заключить, что пасынком нынешней «революционной перестройки» является в первую очередь русский народ. <…> Люди русского происхождения — ежедневно, без каких-либо объективных оснований именуются в прессе «фашистами» и «расистами»…»
По мнению авторов,
«Русофобия в средствах массовой информации СССР сегодня догнала и перегнала зарубежную, заокеанскую антирусскую пропаганду. <…> Русский человек сплошь и рядом нарекается «великодержавным шовинистом», угрожающим другим нациям и народам. Для этого лживо, глумливо переписывается  история России, так, что защита Отечества, святая героика русского патриотического чувства трактуется как «генетическая» агрессивность, самодовлеющий милитаризм. <…> «Прогрессивная»  пресса, в том числе и органы ЦК КПСС, насаждает кощунственное понятие «русского фашизма»…»
Согласно авторам письма, этот ярлык внедряется, чтобы отвлечь внимание народа от внешних угроз, оправдать разрушение Советской Армии, дезавуировать победу СССР в Великой Отечественной войне, а также подтолкнуть граждан к «переосмыслению, упразднению как события и состава преступления такой реальности, как измена Родине, сотрудничество с иностранными фирмами и правительствами на основе предательства государственных интересов нашей страны». В общем и целом, как утверждалось в документе, усердно внедряемый фантом «русского фашизма» был призван «внушить самим русским комплекс вины, усугубить их ощущение национальной приниженности, подорвать до конца их национальное самосознание, поставить под сомнение русское чувство патриотизма в любом из его проявлений».
С точки зрения авторов письма, после начала перестройки в «передовых» органах печати стартовала кампания идеализации еврейского народа «как истинно интернационалистического, самого гуманного, самого талантливого, самого трудолюбивого и понёсшего притом якобы наибольшие жертвы». Эта кампания вызывала особое неприятие подписантов.
Так, в документе значилось:
«Не замечателен ли сам по себе факт, что фабрикация мифа о «русском фашизме» проходит на фоне стремительной реабилитации и безоглядной идеализации сионистской идеологии? Эта идеализация равно касается нынче и советских, и зарубежных культурных, общественных деятелей еврейского происхождения — в том числе политических деятелей фашистского государства-агрессора Израиля. Эта чисто расистская идеализация дошла ныне до игнорирования едва ли не всей мировой общественности с её трезвыми оценками и выводами».
В обращении утверждалось:
«Некритическое, слащаво-умильное, по существу — раболепное отношение к еврейству в его прошлом и настоящем, к здешнему и зарубежному, к империалистам и сионистам в том числе, оказывается, с точки зрения ведущих средств массовой информации, главным мерилом личного, общественного, даже профессионального достоинства советских людей нееврейского происхождения».
Письмо требовало «положить конец антирусской, антироссийской кампании в печати, на радио и телевидении».
Заканчивалось оно следующими словами:
«Всегда помните о национальном достоинстве великороссов, завещанном нам нашими славными предками, тысячелетней историей России; ежедневно помните, что мы, русские, — высокоталантливый, геройски отважный, знающий радость осмысленного, созидательного труда, могучий духом народ. Что «русский характер», «русское сердце», бескорыстная русская преданность истине, русское чувство справедливости, сострадания, правды, наконец — неистребимый, беззаветный русский патриотизм — всё это никогда и никем не может быть изъято из сокровищницы человеческого духа.».

## Реакция
Обращение вызвало значительный резонанс. В редакцию «Литературной России» стали приходить положительные отклики, которые газета регулярно публиковала. Вместе с тем, на «Письмо 74» была и негативная реакция. Так, не приглашённый к подписанию заместитель председателя Фонда культуры РСФСР и публицист Сергей Николаевич Семанов в своём дневнике отмечал:
«Сегодня вышел «манифест» — письмо нескольких десятков писателей, очень резкое. Очень расстроен: да, возмущение «русским фашизмом», обвинения в адрес мерзкого Шаталина (на Пленуме выступал) или тем паче Яковлева за его новейшую статью в «Литературной газете», сочувствие русским беженцам, протесты против провокации в ЦДЛ и проч., — всё очень правильно и полезно. Но… тут же о «сионизме», злобные вопли о «русофобии» в жидоедском смысле и т. п., это только накаляет обстановку. <…> Даже труп Л. Леонова вытащили, чем очень гордятся (?!), его же давно забыли, в том числе, по сути, и «подписанты». Словом, принцип домино, чрезполосица двух разных цветов; это впечатляет <…> Да, ещё примечательно, что нет подписей Солоухина и Ф. Кузнецова — случайно нет… Жаль, что подписали Распутин и Лихоносов, это по мягкости, надо полагать. Всего 74 подписи, из них 31 провинциал <…>  И опять — обращение к начальству, всё на него надеются… Шум будет большой, изобьют, истреплют каждого в отдельности, а «партия и правительство» не помогут, ибо ни того, ни другого в России уже нет».
Выступая против появления «Письма 74», Семанов пытался образумить некоторых «подписантов» — и выражал в дневнике удивление их реакцией:
«К моему изумлению, кроткий Лихоносов сказал, что трижды перечитывал письмо и плакал, что я не представляю условий русской провинции… Лыкошин сожалел, что есть в тексте брань в адрес Израиля, но тоже крепился.»
Семанов предложил своему старому другу, одному из лидеров «Демократической России» Виктору Шейнису подготовить «встречное» обращение от либерально настроенных писателей. Он отмечал:
«Надо, это путь вперёд, это для меня. Но кто подпишет? Ф. Кузнецов хорошо бы, но уж больно наследил. Ганичев для тех не фигура. В. Осипов, о. Лев Лебедев? Кто ещё? Надо думать, а после выборов [Верховного Совета и президента РСФСР. – сост.] запустить. Кстати, где? В «Огоньке», «Московских Новостях» и «Литературной России» нельзя… Где?…»
Позже для этих целей были определены, как «относительно нейтральные», издания «Литературная газета» и «Известия». О дальнейшей судьбе «ответа патриотам» Семанов в опубликованном дневнике ничего не сообщает.
«Письмо 74» послужило не только индикатором настроений, господствовавших тогда у ряда литературных деятелей, но и почвой для подготовки разделения единого сообщества писателей СССР, в котором в то время состояло около 11 000 человек, на два крыла: Союз писателей России (СПР) и Союз российских писателей (СРП). В первый вошли те, кто был солидарен с авторами «Письма 74», во второй — писатели, как правило, либеральных взглядов.

## Письмо подписали
| - Виталий Маслов (Мурманск) - Сергей Алексеев (Вологда) - Юрий Кузнецов (Москва) - Пётр Проскурин (Москва) - Леонид Леонов (Москва) - Владимир Личутин (Москва) - Виктор Лихоносов (Краснодар) - Карем Раш (Москва) - Фёдор Сухов (Горький) - Анатолий Иванов (Москва) - Михаил Вишняков (Чита) - Николай Воронов (Москва) - Борис Бурсов (Ленинград) | - Ирина Стрелкова (Москва) - Виктор Кочетков (Москва) - Владимир Бушин (Москва) - Татьяна Глушкова (Москва) - Тамара Саблина (Омск) - Михаил Лобанов (Москва) - Борис Лапин (Иркутск) - Егор Исаев (Москва) - Владимир Бондаренко (Москва) - Анатолий Знаменский (Краснодар) - Сергей Лыкошин (Москва) - Олег Михайлов (Москва) - Анатолий Василевский (Владимир) | - Николай Дорошенко (Москва) - Сергей Викулов (Москва) - Дмитрий Жуков (Москва) - Станислав Китайский (Иркутск) - Станислав Куняев (Москва) - Эдуард Скобелев (Минск) - Арсений Ларионов (Москва) - Валентин Распутин (Иркутск) - Юрий Прокушев (Москва) - Маргарита Ногтева (Москва) - Валерий Мурзаков (Омск) - Вильям Козлов (Ленинград) | - Юрий Сбитнев (Москва) - Аполлон Кузьмин (Москва) - Ростислав Филиппов (Иркутск) - Игорь Шафаревич (Москва) - Владислав Шаповалов (Белгород) - Вадим Кожинов (Москва) - Татьяна Четверикова (Омск) - Александр Проханов (Москва) - Виктор Петелин (Москва) - Сергей Панюшкин (Липецк) - Майя Ганина (Москва) - Валентин Сорокин (Москва) | - Михаил Годенко (Москва) - Михаил Петров (Калинин) - Сергей Воронин (Ленинград) - Николай Шундик (Москва) - Галина Литвинова (Москва) - Виктор Коротаев (Вологда) - Виктор Калугин (Москва) - Владимир Крупин (Москва) - Юрий Бородкин (Ярославль) - Пётр Выходцев (Ленинград) - Григорий Калюжный (Москва) - Пётр Паламарчук (Москва) | - Александр Бологов (Псков) - Александр Сегень (Москва) - Владилен Машковцев (Магнитогорск) - Лев Князев (Владивосток) - Олег Кочетков (Москва) - Владимир Шириков (Вологда) - Виктор Смирнов (Смоленск) - Николай Кузин (Свердловск) - Юрий Лощиц (Москва) - Николай Шипилов (Новгород) - Валерий Рогов (Москва) - Борис Споров (Москва) |